# Myzus dycei
Myzus dycei är en insektsart. Myzus dycei ingår i släktet Myzus och familjen långrörsbladlöss. Inga underarter finns listade i Catalogue of Life.